# 2013 sur Internet
Cet article présente les faits marquants de l'année 2013 sur Internet.

## Évènements

### Avril
- 12 avril : le gouvernement français s'oppose au rachat de Dailymotion par Yahoo![1].

### Juin
- 6 juin : première publication dans The Guardian des révélations par Edward Snowden sur la surveillance généralisée d'internet par la NSA[2].